# Campeonato Europeo de Waterpolo
El Campeonato Europeo de Waterpolo es la máxima competición de waterpolo en Europa. Es organizado desde 1926 (torneo masculino) y desde 1985 (torneo femenino) por la Liga Europea de Natación (LEN). Hasta 1997 se realizaba en el marco de los Campeonatos de Europa de Natación, pero actualmente se realiza de forma independiente (cada año par). 

## Torneo masculino

### Ediciones
| Núm.   | Año  | Sede                            | Oro                 | Plata           | Bronce       |
| ------ | ---- | ------------------------------- | ------------------- | --------------- | ------------ |
| I      | 1926 | Budapest · ( Hungría)           | Hungría             | Suecia          | Alemania     |
| II     | 1927 | Bolonia ( Italia)               | Hungría             | Francia         | Bélgica      |
| III    | 1931 | París ( Francia)                | Hungría             | Alemania        | Austria      |
| IV     | 1934 | Magdeburgo · ( Alemania)        | Hungría             | Alemania        | Bélgica      |
| V      | 1938 | Londres ( Reino Unido)          | Hungría             | Alemania        | Países Bajos |
| VI     | 1947 | Mónaco ( Mónaco)                | Italia              | Suecia          | Bélgica      |
| VII    | 1950 | Viena · ( Austria)              | Países Bajos        | Suecia          | Yugoslavia   |
| VIII   | 1954 | Turín · ( Italia)               | Hungría             | Yugoslavia      | Italia       |
| IX     | 1958 | Budapest · ( Hungría)           | Hungría             | Yugoslavia      | URSS         |
| X      | 1962 | Leipzig ( RDA)                  | Hungría             | URSS Yugoslavia |              |
| XI     | 1966 | Utrecht · ( Países Bajos)       | URSS                | RDA             | Yugoslavia   |
| XII    | 1970 | Barcelona · ( España)           | URSS                | Hungría         | Yugoslavia   |
| XIII   | 1974 | Viena · ( Austria)              | Hungría             | URSS            | Yugoslavia   |
| XIV    | 1977 | Jönköping · ( Suecia)           | Hungría             | Yugoslavia      | Italia       |
| XV     | 1981 | Split ( Yugoslavia)             | RFA                 | URSS            | Hungría      |
| XVI    | 1983 | Roma · ( Italia)                | URSS                | Hungría         | España       |
| XVII   | 1985 | Sofía ( Bulgaria)               | URSS                | Yugoslavia      | RFA          |
| XVIII  | 1987 | Estrasburgo ( Francia)          | URSS                | Yugoslavia      | Italia       |
| XIX    | 1989 | Bonn ( RFA)                     | RFA                 | Yugoslavia      | Italia       |
| XX     | 1991 | Atenas · ( Grecia)              | Yugoslavia          | España          | URSS         |
| XXI    | 1993 | Sheffield ( Reino Unido)        | Italia              | Hungría         | España       |
| XXII   | 1995 | Viena · ( Austria)              | Italia              | Hungría         | Alemania     |
| XXIII  | 1997 | Sevilla · ( España)             | Hungría             | Yugoslavia      | Rusia        |
| XXIV   | 1999 | Florencia · ( Italia)           | Hungría             | Croacia         | Italia       |
| XXV    | 2001 | Budapest · ( Hungría)           | Yugoslavia          | Italia          | Hungría      |
| XXVI   | 2003 | Kranj ( Eslovenia)              | Serbia y Montenegro | Croacia         | Hungría      |
| XXVII  | 2006 | Belgrado ( Serbia)              | Serbia              | Hungría         | España       |
| XXVIII | 2008 | Málaga · ( España)              | Montenegro          | Serbia          | Hungría      |
| XXIX   | 2010 | Zagreb · ( Croacia)             | Croacia             | Italia          | Serbia       |
| XXX    | 2012 | Eindhoven · ( Países Bajos)     | Serbia              | Montenegro      | Hungría      |
| XXXI   | 2014 | Budapest · ( Hungría)           | Serbia              | Hungría         | Italia       |
| XXXII  | 2016 | Belgrado ( Serbia)              | Serbia              | Montenegro      | Hungría      |
| XXXIII | 2018 | Barcelona · ( España)           | Serbia              | España          | Croacia      |
| XXXIV  | 2020 | Budapest · ( Hungría)           | Hungría             | España          | Montenegro   |
| XXXV   | 2022 | Split · ( Croacia)              | Croacia             | Hungría         | España       |
| XXXVI  | 2024 | Zagreb · Dubrovnik · ( Croacia) | España              | Croacia         | Italia       |
| XXXVII | 2026 | Belgrado ( Serbia)              |                     |                 |              |

### Medallero histórico
- Actualizado a Zagreb/Dubrovnik 2024.

| Núm. | País         | Oro | Plata | Bronce | Total |
| ---- | ------------ | --- | ----- | ------ | ----- |
| 1    | Hungría      | 13  | 7     | 6      | 26    |
| 2    | Serbia       | 8   | 9     | 5      | 22    |
| 3    | Rusia        | 5   | 3     | 3      | 11    |
| 4    | Italia       | 3   | 2     | 7      | 12    |
| 5    | Alemania     | 2   | 4     | 3      | 9     |
| 6    | Croacia      | 2   | 3     | 1      | 6     |
| 7    | España       | 1   | 3     | 4      | 8     |
| 8    | Montenegro   | 1   | 2     | 1      | 4     |
| 9    | Países Bajos | 1   | 0     | 1      | 2     |
| 10   | Suecia       | 0   | 3     | 0      | 3     |
| 11   | Francia      | 0   | 1     | 0      | 1     |
| 12   | Bélgica      | 0   | 0     | 3      | 3     |
| 13   | Austria      | 0   | 0     | 1      | 1     |
|      | TOTAL        | 36  | 37    | 35     | 108   |

1. ↑  Incluye las medallas obtenidas por la RFS de Yugoslavia y RF de Yugoslavia.
2. ↑  Incluye las medallas obtenidas por la URSS.
3. ↑  Incluye las medallas obtenidas por la RFA y la RDA entre 1949 y 1990.

## Torneo femenino

### Ediciones
| Núm.  | Año  | Sede                        | Oro          | Plata        | Bronce       |
| ----- | ---- | --------------------------- | ------------ | ------------ | ------------ |
| I     | 1985 | Oslo · ( Noruega)           | Países Bajos | Hungría      | RFA          |
| II    | 1987 | Estrasburgo ( Francia)      | Países Bajos | Hungría      | Francia      |
| III   | 1989 | Bonn ( RFA)                 | Países Bajos | Hungría      | Francia      |
| IV    | 1991 | Atenas · ( Grecia)          | Hungría      | Países Bajos | Italia       |
| V     | 1993 | Leeds ( Reino Unido)        | Países Bajos | Rusia        | Hungría      |
| VI    | 1995 | Viena · ( Austria)          | Italia       | Hungría      | Países Bajos |
| VII   | 1997 | Sevilla · ( España)         | Italia       | Rusia        | Países Bajos |
| VIII  | 1999 | Prato · ( Italia)           | Italia       | Países Bajos | Rusia        |
| IX    | 2001 | Budapest · ( Hungría)       | Hungría      | Italia       | Rusia        |
| X     | 2003 | Liubliana ( Eslovenia)      | Italia       | Hungría      | Rusia        |
| XI    | 2006 | Belgrado ( Serbia)          | Rusia        | Italia       | Hungría      |
| XII   | 2008 | Málaga · ( España)          | Rusia        | España       | Hungría      |
| XIII  | 2010 | Zagreb · ( Croacia)         | Rusia        | Grecia       | Países Bajos |
| XIV   | 2012 | Eindhoven · ( Países Bajos) | Italia       | Grecia       | Hungría      |
| XV    | 2014 | Budapest · ( Hungría)       | España       | Países Bajos | Hungría      |
| XVI   | 2016 | Belgrado ( Serbia)          | Hungría      | Países Bajos | Italia       |
| XVII  | 2018 | Barcelona · ( España)       | Países Bajos | Grecia       | España       |
| XVIII | 2020 | Budapest · ( Hungría)       | España       | Rusia        | Hungría      |
| XIX   | 2022 | Split · ( Croacia)          | España       | Grecia       | Italia       |
| XX    | 2024 | Eindhoven · ( Países Bajos) | Países Bajos | España       | Grecia       |
| XXI   | 2026 | Belgrado ( Serbia)          |              |              |              |

### Medallero histórico
- Hasta Eindhoven 2024.

| Núm. | País         | Oro | Plata | Bronce | Total |
| ---- | ------------ | --- | ----- | ------ | ----- |
| 1    | Países Bajos | 6   | 4     | 3      | 13    |
| 2    | Italia       | 5   | 2     | 3      | 10    |
| 3    | Hungría      | 3   | 5     | 6      | 14    |
| 4    | Rusia        | 3   | 3     | 3      | 9     |
| 5    | España       | 3   | 2     | 1      | 6     |
| 6    | Grecia       | 0   | 4     | 1      | 5     |
| 7    | Francia      | 0   | 0     | 2      | 2     |
| 8    | Alemania     | 0   | 0     | 1      | 1     |
|      | TOTAL        | 20  | 20    | 20     | 60    |